# جسم رملي

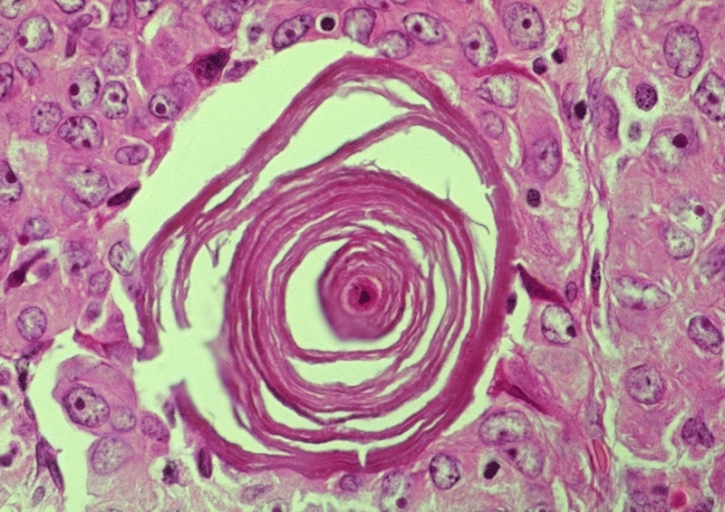
الجسم الرملي

الجسم الرملي (بالإنجليزية: Psammoma body)‏ هو تجمع دائري من الكالسيوم يُرى مجهريا. وينشأ في العديد من الأورام مثل:
- سرطان بطانة الرحم (Endometrial cancer)
- البرولاكتنوما (في الغدة النخامية)
- ورم المتوسطة
- سرطان الغدة الدرقية